# Museus Estatais de Berlim

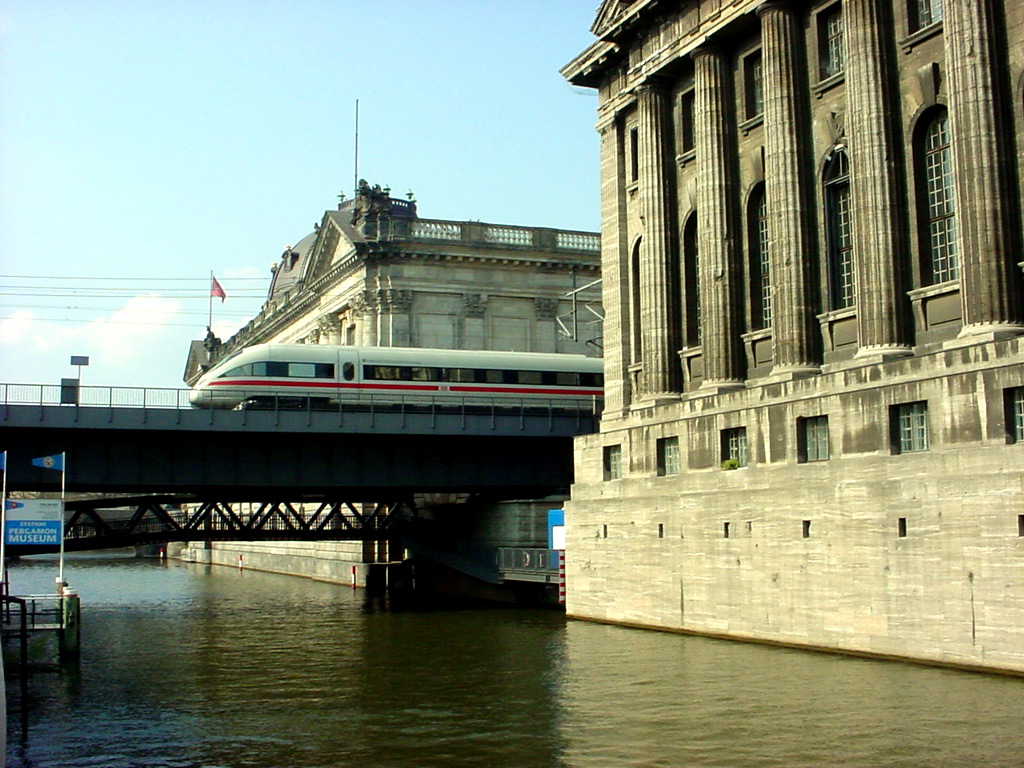
Ilha dos Museus: Comboio ICE que liga Bode e o Museu Pergamon

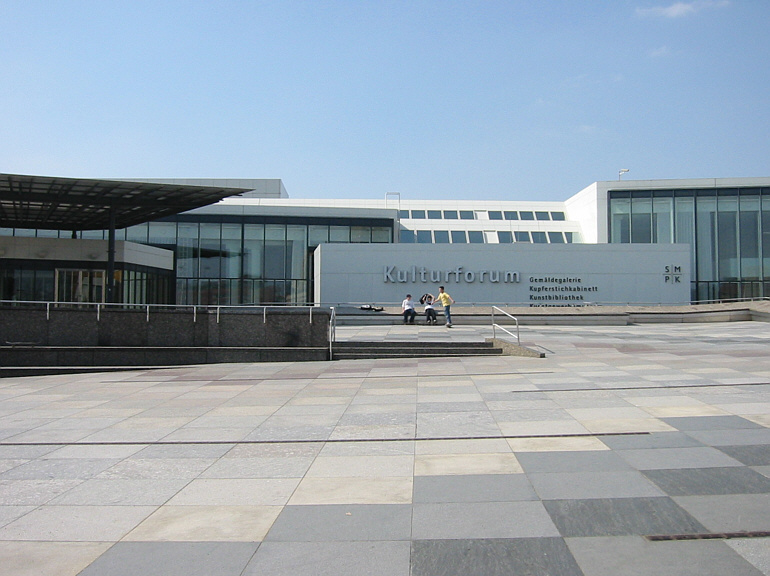
Kulturforum

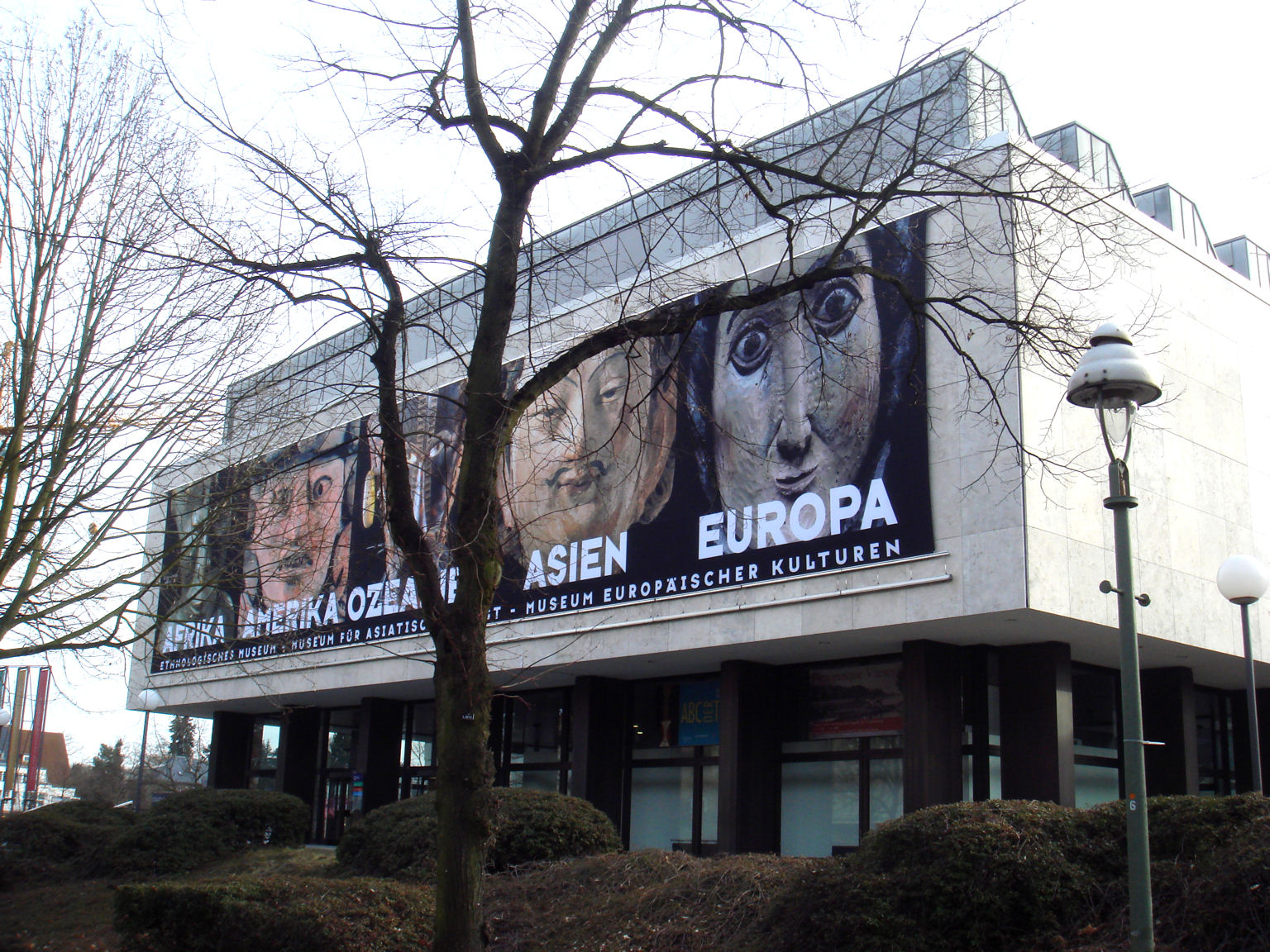
Museus Dahlem

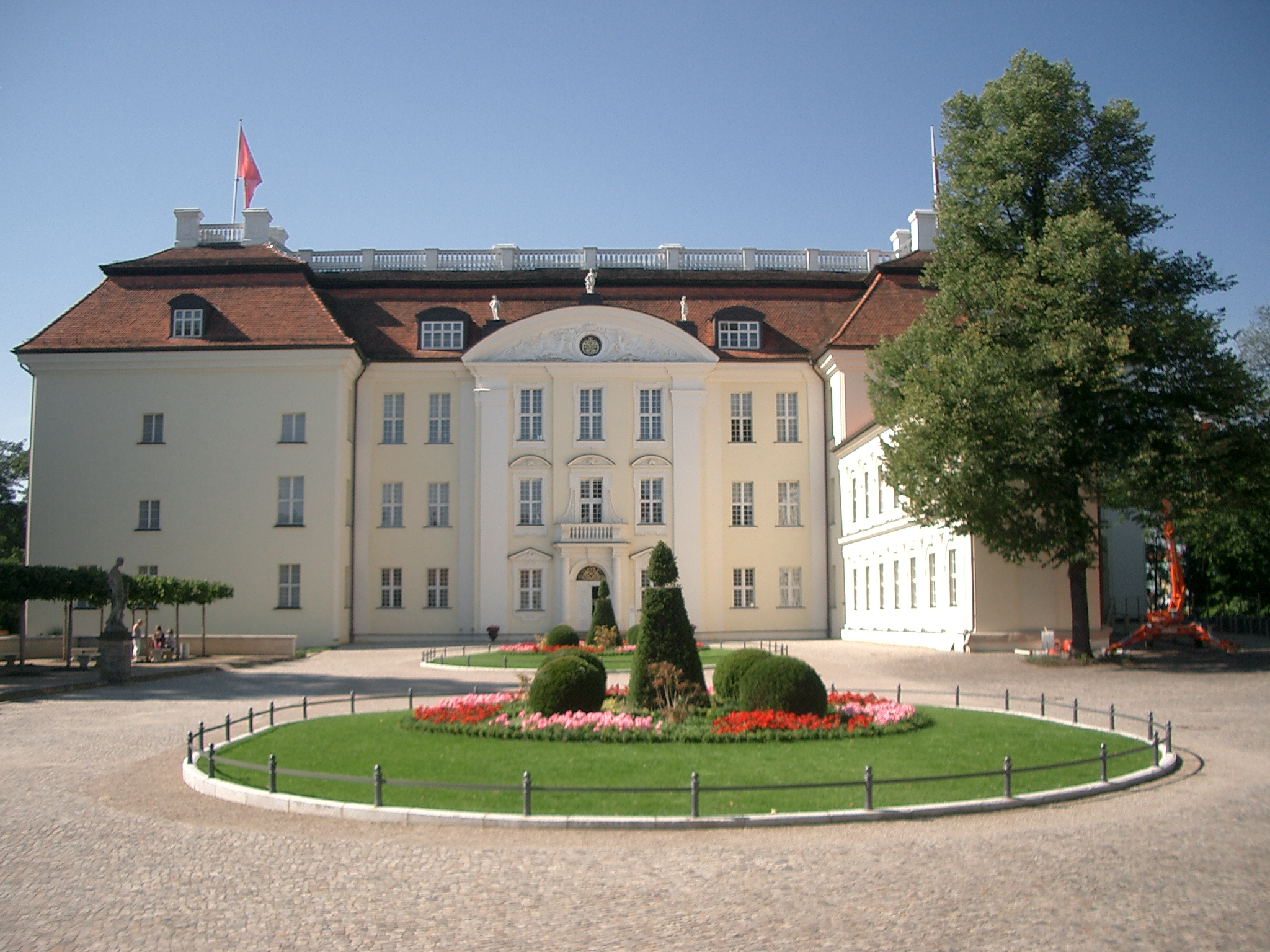
palácio Köpenick

Os Museus Estatais de Berlim (em alemão: Staatliche Museen zu Berlin) são um grupo de museus em Berlim, Alemanha, supervisionado pela Fundação do Patrimônio Cultural Prussiano e financiado pelo governo federal alemão, em colaboração com os estados federais da Alemanha. Os Museus Nacionais de Berlim incluem 17 museus em cinco clusters, bem como diversas instituições de investigação.

## Museus

### Berlin-Mitte
- Ilha dos Museus
  - Altes Museum: antiguidades clássicas gregas e romanas
  - Alte Nationalgalerie: escultura e pintura do século XIX
  - Bode-Museum: coleção de numismática, de escultura e Museu de Arte Bizantina
  - Neues Museum: é o Museu Egípcio de Berlim e a sua Coleção de Papiros, e o Museum für Vor- und Frühgeschichte (Pré-História e História Antiga)
  - Museu Pergamon: Antikensammlung Berlin, Museu de arte islâmica, Museu do Próximo Oriente e arquivo central
- Igreja Friedrichswerder: escultura do início do século XIX

### Tiergarten/Moabit
- Kulturforum
  - Gemäldegalerie: Obras-primas da pintura antiga
  - Kunstgewerbemuseum: Museu de artes decorativas
  - Kupferstichkabinett: Desenho
  - Kunstbibliothek: Biblioteca de artes
  - Neue Nationalgalerie: Nova Galeria Nacional
- Hamburger Bahnhof: Museu de arte contemporânea incluindo a Coleção Flick

### Charlottenburg
- Museum Berggruen: arte moderna
- Museu da Fotografia / Fundação Helmut Newton
- Museu Scharf-Gerstenberg: arte surrealista
- Gipsformerei (réplicas)

### Dahlem
- Museu Etnológico de Berlim: arqueologia da América, etnomusicologia, arte ameríndia, da Oceania, da Ásia Oriental, da África e museu júnior
- Museu de Arte Asiática
- Museu das Culturas Europeias

### Palácio Köpenick
- Kunstgewerbemuseum: Museu de artes decorativas

### Biblioteca Estatal de Berlim
- Dois locais (Haus Unter Den Linden e Haus Potstdamer Straße) estão abertos ao público; outros são reservados.